# Все под одним знаменем
«Все под одним знаменем» (англ. All Under One Banner, AUOB) — группа активистов, созданная с целью поддержки идеи независимости Шотландии, созданная 12 октября 2014 года. Основная деятельность группы — организация регулярных маршей за независимость региона. Нил Маккей, основатель AUOB, утверждал, что проведение маршей за независимость по всей Шотландии необходимо для привлечения большего внимания к движению за независимость после референдума за независимость Шотландии 2014 года, в ходе которого большинство голосов осталось за Соединенным Королевством.

## История
После референдума по вопросу выходе Великобритании из состава Европейского союза 23.06.2016 года (на котором большинство избирателей Великобритании в целом проголосовали за выход из Европейского Союза, в то время как большинство граждан Шотландии проголосовали за то, чтобы остаться) большое количество людей приняли участие в мероприятии 30 июля 2016 года — шестом марше, организованном AUOB. На следующем шествии 3 июня 2017 года собралось 25 000 демонстрантов.
Самый крупный марш в Шотландии прошёл 4 мая 2019 года в Глазго: по некоторым оценкам, в нем приняли участие до 90 000 протестующих. Полиция Шотландии оценила присутствие на митинге, последовавшем за маршем, в 35 000 протестующих.

## «Все под одним знаменем» в Уэльсе
AUOB Cymru — это валлийская независимая организация, вдохновлённая AUOB в Шотландии. Их первый марш прошёл в Кардиффе 11 мая 2019 года, собрав тысячи участников. 27 июля 2019 года AUOB организовал марш независимости в Кернарфоне. По оценкам, его посетили около 8000 человек.